# Ödön Tersztyánszky
Ödön von Tersztyánszky (født 6. marts 1890 i Csákvár, død 21. juni 1929 i Budapest) var en ungarsk fægter, som deltog i to olympiske lege i 1920'erne.

## Fægtekarriere
Tersztyánszky blev alvorligt såret i højre hånd under første verdenskrig og lærte sig derpå at fægte med venstre hånd. Han vandt i alt 13 ungarske mesterskaber og var en del af landsholdet i både fleuret og sabel. Han var tilmeldt i begge discipliner både individuelt og som en del de to ungarske hold ved OL 1924 i Paris, men stillede ikke op individuelt i fleuret. I fleuretholdkonkurrencen stillede Ungarn med Tersztyánszky, Zoltán Schenker, Sándor Pósta, István Lichteneckert og László Berti, og de blev toer i deres pulje efter favoritterne fra Frankrig; begge gik videre til kvartfinalen, hvor Ungarn igen blev toer, nu efter Italien, og i semifinalen blev de igen toer efter Frankrig. I finalen tabte de stort (igen) til Frankrig og tabte en tæt kamp mod Belgien, mens Italien trak sit hold i protest mod en afgørelse i kampen mod Frankrig; dermed vandt Frankrig guld, mens Belgien fik sølv og Ungarn bronze. I den individuelle sabelkonkurrence blev han elimineret i anden runde, og i holdkonkurrencen stillede Ungarn med Tersztyánszky, Pósta, Schenker og Berti sammen med János Garay, József Rády, Jenő Uhlyárik og László Széchy og vandt deres indledende pulje og deres kvartfinalepulje sikkert. Med sejr i deres semifinalepulje gik de i finalen, og her blev kampen mod Italien afgørende; den endte 8-8, men Italien vandt kampen på flest træffere (50-46), og da begge holdene derefter besejrede de to øvrige hold, Tjekkoslovakiet og Nederland, fik Italien guld, Ungarn sølv og Nederland bronze efter sejr over tjekkoslovakkerne.
I 1925 blev Tersztyánsky nummer seks ved EM i sabel, og to år senere vandt han sølv ved VM. Ved OL 1928 i Amsterdam var han med på det ungarske hold i fleuret, der blev nummer fem, mens han i den individuelle sabelkonkurrence, hvor de to seneste års verdensmester, landsmanden Sándor Gombos var svagt favorit, blev nummer to i indledende pulje og tilsvarende i semifinalepuljen. I finalen var det Tersztyánsky og en anden ungarer,   Attila Petschauer, der var bedst, begge med ni sejre og to nederlag. De udkæmpede derpå en match, som Tersztyánsky vandt 5-2 og dermed sikrede sig guld, mens Petschauer fik sølv og italieneren Bino Bini fik bronze. I holdkonkurrencen i sabel stillede Ungarn med Tersztyánsky, Petschauer, Gombos, János Garay, József Rády og Gyula Glykais, og med to sejre i indledende runde gik de videre til semifinalen, hvor de igen vandt to kampe, som var nok til finaledeltagelse. Her vandt de over Polen og Italien, og kampen mod Italien var guldkampen, som ungarerne vandt 9-7; Italien fik sølv og Polen bronze.

## Anden karriere og død
Som officer i hæren deltog Tersztyánsky i første verdenskrig, hvor han blev såret og taget til fange i Rusland. Han forsøgte flere gange at flygte, og det var under et af disse forsøg, han skadede sin højre hånd.
Han var dygtig til sprog og oversatte flere digte af tyskeren Heinrich Heine til ungarsk. Han skrev også en psykologisk analyse af en af Dostojevskijs hovedpersoner. Derudover var han en fremragende kunstmaler og fotograf.
Tersztyánszky omkom efter en bilulykke uden for hovedstaden Budapest.